# Walpersberg

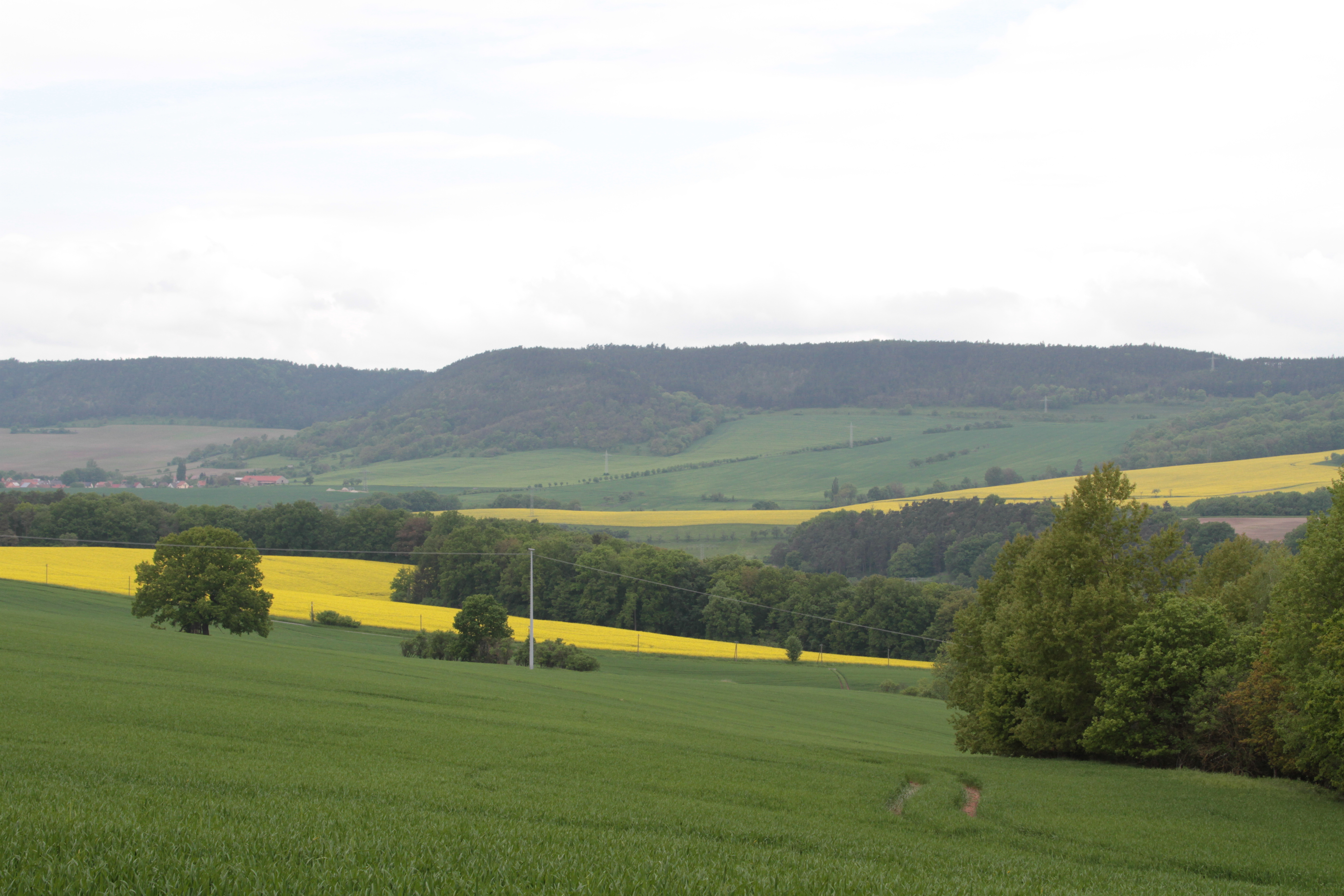
Blick vom Walpersberg bei Kahla

Der Walpersberg ist ein 311 m ü. NHN hoher Berg am Westufer der Saale in der Nähe von Kahla in Thüringen. Er wird im Süden von Großeutersdorf, im Norden von Bibra, im Westen von Eichenberg und im Osten von Kahla begrenzt.

## Geschichte
Der Walpersberg entstand etwa vor 10 Millionen Jahren. Er wurde durch die weichende Eiszeit „herausgewaschen“. Der höchste Punkt befindet sich heute auf 311 m ü. NHN.
Der Walpersberg (in einer Schrift von 1466 auch Walpurgisberg genannt) prägte das Leben der umliegenden Gemeinden. Manches spricht dafür, dass er als germanische Kultstätte genutzt wurde. Später führte eine Handelsstraße über den Berg, die sogenannte „Gothaische Straße“ (auch als „Grüne Straße“ bezeichnet). Spätestens ab 1884 wurde der Walpersberg zum untertägigen Sandabbau genutzt. Der Sand war sehr schwerspathaltig. Es etablierten sich drei verschiedene Abbaussysteme, die Melzersche Sandgrube des Großeutersdorfer Mühlenbesitzers Ernst Meltzer und die zwei Gruben der Kahlaer Porzellanwerke A.G. Insgesamt wurden 20 km Stollensystem geschaffen.

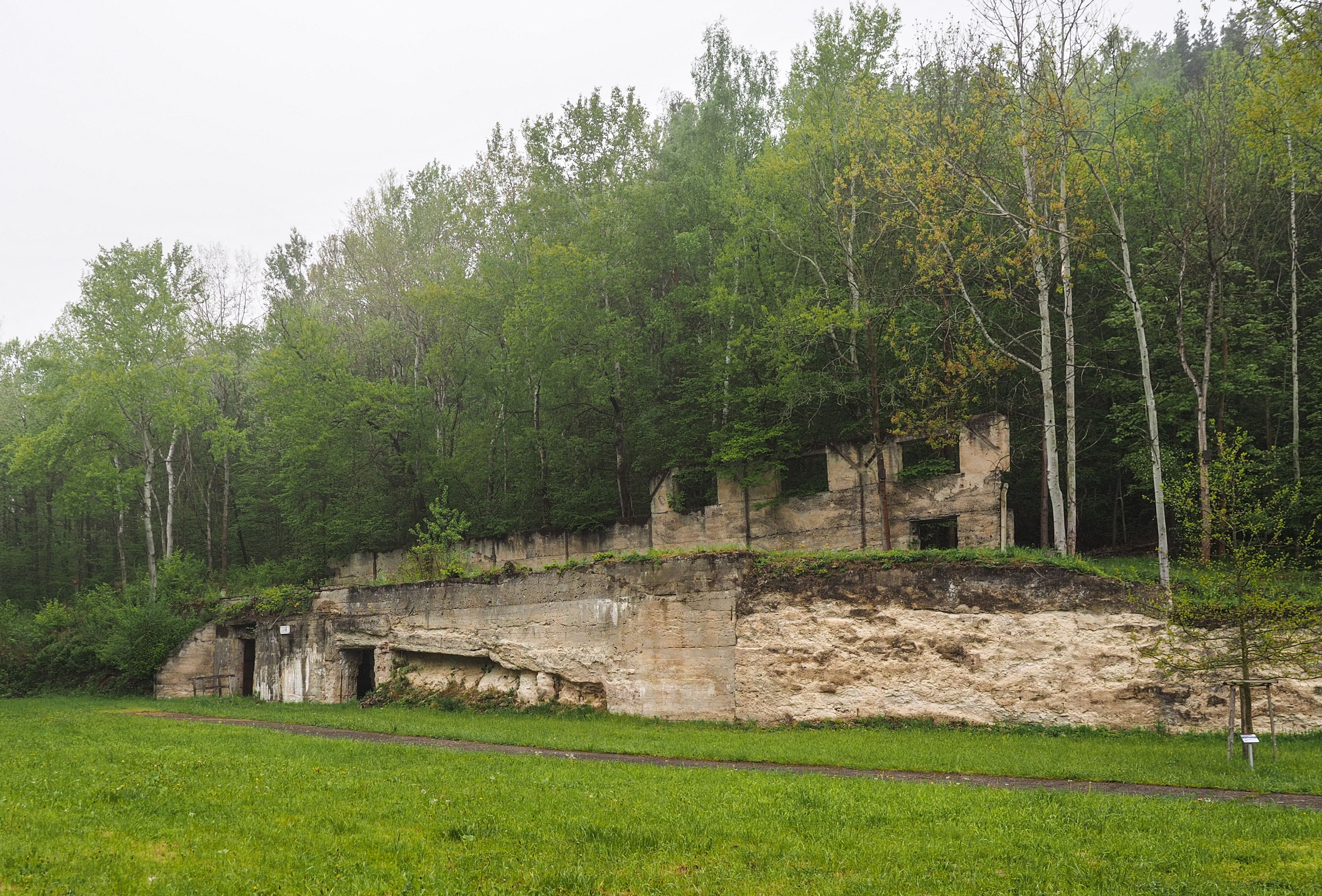
Reste der Außenanlagen des unterirdischen REIMAHG-Werks Walpersberg bei Kahla

1944 begannen die Bauarbeiten eines Bauprojektes der nationalsozialistischen Führung, genannt REIMAHG. Es sollte eine bombengeschützte Untertagefabrik für die Produktion der Messerschmitt Me 262 erbaut werden. Das Stollensystem wurde auf 30 km erweitert, obertägige Bunker angelegt und auf dem Plateau des Berges eine Start- und Landebahn errichtet. Dafür wurden rund 12.000 Fremd- und Zwangsarbeiter sowie verpflichtete deutsche Arbeiter eingesetzt.
In den 1960er Jahren diente der sogenannte „Küchenstollen“ einige Jahre als Gemüselager der LPG Walpersberg. Außerdem befand sich in einem Stollenteil des Walpersberges das Bohrkernarchiv der Geologischen Erkundung West (Halle/Saale).
Ab 1972 liefen die Ausbauarbeiten für das Komplexlager 22 der Nationalen Volksarmee der Deutschen Demokratischen Republik. Es sollten Munition, Waffen und Zubehör für den Ernstfall eingelagert werden. Die Arbeiten liefen bis 1990. Die Bundeswehr nutzte das Objekt bis 1996. Zu hohe Betriebskosten zwangen die Bundeswehr dazu, das Depot aufzugeben. Der Stollen wurde verschlossen, so dass ein Begehen unmöglich wurde.
Das ehemalige Gelände ist heute im Besitz des „Geschichts- und Forschungsvereins Walpersberg e.V.“ und wird durch diesen betreut und erhalten, sowie im Rahmen von historischen Führungen zugänglich gemacht.
Jährlich finden Gedenkfeiern der umliegenden Gemeinden an einem Wochenende um den 8. Mai statt. Seit vielen Jahren ist es Tradition, dass ehemalige Zwangsarbeiter der REIMAHG aus dem Ausland diese Zeremonien besuchen.
Im Ortskern von Großeutersdorf befindet sich das zugehörige Dokumentationszentrum, welches ebenso durch den „Geschichts- und Forschungsverein Walpersberg“ betrieben wird.
Im Kahlaer Stadtmuseum befindet sich eine kleine Ausstellung zur Thematik der „REIMAHG“, bezüglich der Bau, Lager, Zwangsarbeit und Befreiung durch die US-Armee.